# Progress MS-16
Progress MS-16 (ros. Прогресс МC-16), zidentyfikowany przez NASA jako Progress 77P, to lot statku kosmicznego Progress wystrzelonego przez Roskosmos w celu zaopatrzenia Międzynarodowej Stacji Kosmicznej.

## Ładunek
Masa ładunku statku Progress MS-16 wyniosła łącznie 2 460,5 kilogramów z czego stanowią one:
- Suchy ładunek: 1 400 kilogramów
- Paliwo: 600 kilogramów
- Gazy pod ciśnieniem: 40,5 kilogramów
- Woda: 420 kilogramów

## Misja
Rakieta Sojuz-2.1a 15 lutego 2021 roku wyniosła statek kosmiczny Progress MS-16 na Międzynarodową Stację Kosmiczną, a sam start odbył się z kosmodromu Bajkonur z kompleksu startowego nr 31. Statek Progress MS-16 zadokował do modułu Pirs, 17 lutego 2021 roku o godzinie 06:26 UTC, przy użyciu ręcznego systemu dokowania obsługiwanego przez dowódcę Ekspedycji 64, Siergieja Ryżikowa.
Oczekiwano, że statek Progress MS-16 pozostanie zadokowany do stacji do 23 lipca 2021 roku, kiedy to miał odlecieć z zadokowanym do niego modułem Pirs w celu destrukcyjnego ponownego wejścia w atmosferę, około 4 godzin później nad południową częścią Oceanu Spokojnego, oznaczałoby to również pierwsze w historii Międzynarodowej Stacji Kosmicznej wycofanie modułu z użytku. 
Moduł Nauka, który miał zastąpić moduł Pirs, po jego zniszczeniu, został wystrzelony 21 lipca 2021 roku o godzinie 14:58 UTC, a jego dokowanie do stacji miało nastąpić 29 lipca 2021 roku o godzinie 13:25 UTC, jednak z powodu problemów z telemetrią po starcie i systemem napędowym modułu Nauka, odłączenie statku Progress MS-16 od stacji zostało opóźnione do 26 lipca 2021 roku. Wtedy też Progress MS-16 wraz z modułem Pirs, został pomyślnie zdeorbitowany tego samego dnia o godzinie 14:51 UTC.

## Galeria

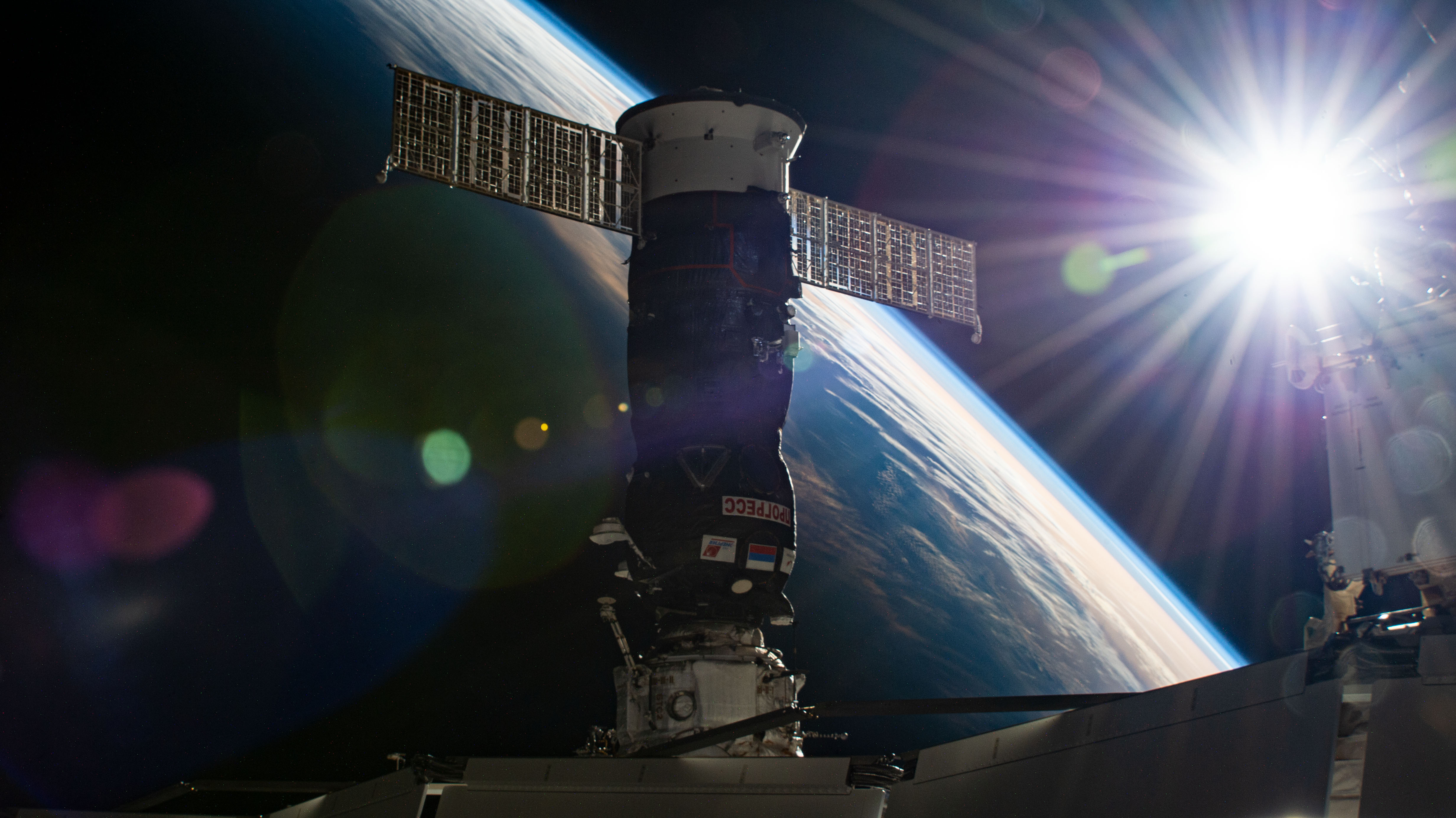
Progress MS-16 zadokowany do Międzynarodowej Stacji Kosmicznej
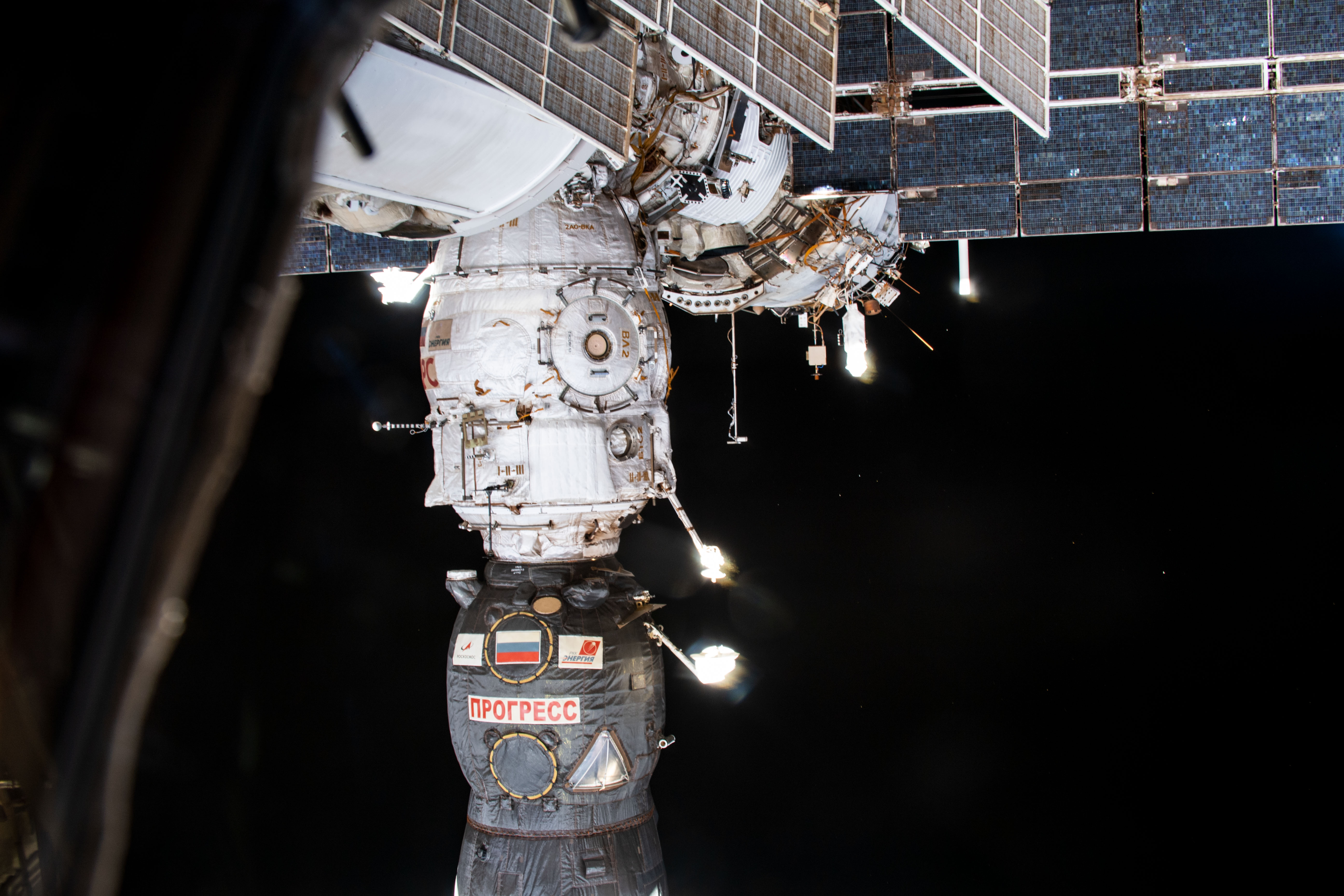
Progress MS-16 tuż przed odłączeniem modułu Pirs
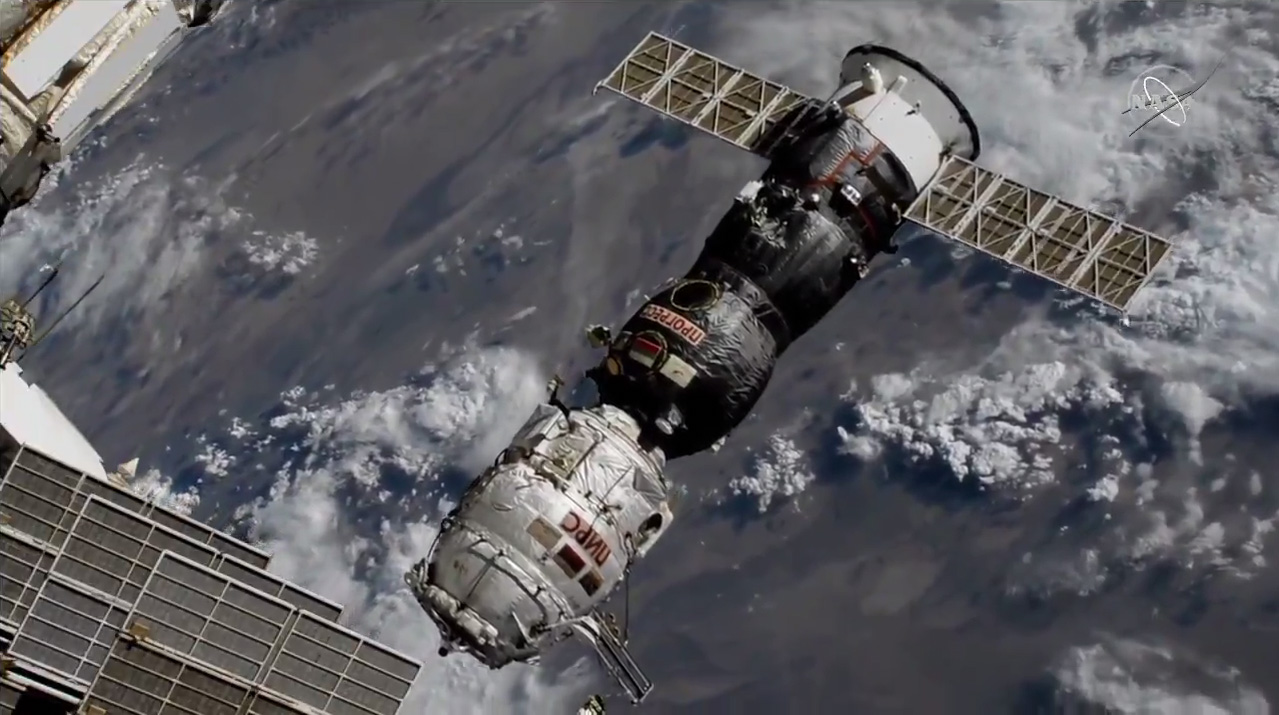
Moduł Pirs oddziela się od Międzynarodowej Stacji Kosmicznej
- Nagranie z odłączania się modułu Piris od Międzynarodowej Stacji Kosmicznej